# Caenaugochlora inermis
Caenaugochlora inermis är en biart som först beskrevs av Joseph Vachal 1904.  Caenaugochlora inermis ingår i släktet Caenaugochlora och familjen vägbin. Inga underarter finns listade.